# 청자 상감앵무문 표주박모양 주전자
청자 상감앵무문 표주박모양 주전자(靑磁 象嵌鸚鵡文 瓢形 注子)는 상감 기법으로 앵무새 무늬를 새겨 넣은, 표주박 모양의 고려청자 주전자이다. 서울특별시 용산구, 삼성미술관 리움에 있으며, 1990년 5월 21일 대한민국의 보물 제1036호로 지정되었다.

## 개요
고려시대 만들어진 표주박 모양의 청자 주전자로 높이 26cm, 아가리 지름 3.7cm, 밑지름 7.8cm, 뚜껑 높이 4.8cm이다.
뚜껑에는 덩굴무늬의 고리가 붙어있고, 위로 뚫린 아가리는 뚜껑을 끼워 넣도록 안으로 단이 지어져 있으며, 윗부분이 볼록한 모습이다. 위쪽 박과 아래쪽 박 사이의 허리 부분에는 양각의 도드라진 띠가 둘러져 있고, 아래쪽 박은 밑으로 약간 처진 형태이다. 유약은 약간 어두운 담록색을 띠고 있고, 윗부분은 부분적으로 담황갈색을 띤다.
마개에는 연꽃무늬가 새겨 있고, 표주박 윗쪽의 마개가 덮이는 부분에는 구름무늬 비슷한 모양이 새겨져 있다. 아랫부분의 박에는 중앙의 전면에 꽉 들어차는 원을 백토와 자토로 상감하고, 그 안에 한쌍의 앵무새가 있고 앵무새 사이에는 구름을 백토로 상감하였다. 물을 따르는 주구부분과 손잡이 아래에는 각각 연잎무늬와 버들가지무늬를 새겼다.
앵무새무늬는 대체로 12세기 대접의 안쪽면이나 합의 뚜껑 위쪽에 새기는 것이 일반적이다. 그러나 이 경우 아래쪽 박에 앵무새무늬를 상감기법으로 새겼다. 이 주전자는 12세기의 작품으로 매우 희귀한 양식을 지니고 있다. 

## 같이 보기
- 청자

## 참고 자료
- 청자 상감앵무문 표주박모양 주전자 - 국가유산청 국가유산포털